# Ozieri
Ozieri – miejscowość i gmina we Włoszech, w regionie Sardynia, w prowincji Sassari.
Według danych na rok 2020 gminę zamieszkiwały 10 340 osoby, 41,01 os./km². Graniczy z Ardara, Chiaramonti, Erula, Ittireddu, Mores, Nughedu San Nicolò, Oschiri, Pattada i Tula.
W Ozieri urodzili się Mario Francesco Pompedda, Mariangela Demurtas, Luca Sbisa.
Malowidła ścienne w kościele pw. św. Franciszka wykonał w latach 1977-1979 polski artysta Eugenio Bardski (1908-2009).